# プレーグ・コートの殺人
『プレーグ・コートの殺人』（プレーグ・コートのさつじん、原題： The Plague Court Murders ）は、アメリカの推理作家カーター・ディクスン（ジョン・ディクスン・カーの別名義）による推理小説。発表は1934年。ヘンリー・メリヴェール卿ものの長編第1作目にあたり、カーの代表作の1つである。

## あらすじ
ある雨の夜、幽霊屋敷と噂されるプレーグ・コートで、離れの石室にこもった交霊術師ダーワースが、交霊術の最中に何者かに殺害された。血の海と化した殺害現場にはロンドン博物館から盗まれた短剣が残されていた。しかし石室は完全な密室である上、泥の海と化した石室の周囲には足跡ひとつ残されていなかった。
屋敷の当主ハリディの友人ケンウッド・ブレークは、事件の真相を究明すべく、陸軍省情報部の執務室で暇を持て余しているH・Mこと、ヘンリー・メリヴェール卿に出馬を要請することとなった。

## 主な登場人物
ディーン・ハリディ
「プレーグ・コート」の持ち主
アン・ベニング
ディーンの伯母
マリオン・ラティマー
ディーンの婚約者
テッド・ラティマー
マリオンの弟
ロジャー・ダーワース
心霊学者
グレンダ・ダーワース
ロジャーの妻
ジョゼフ・デニス
ロジャーの弟子。霊媒
ウィリアム・フェザートン
退役少佐
ハンフリー・マスターズ
スコットランド・ヤードの警部
バート・マクドネル
巡査部長
ケンウッド・ブレーク
ディーンの友人。本作の語り手
ヘンリー・メリヴェール卿
陸軍省情報部の部長

## 作品の評価
- 江戸川乱歩は「カー問答」（『別冊宝石』、カア傑作集、1950年8月）[注 1]の中で、カーの作品を第1位のグループから最もつまらない第4位のグループまで評価分けし、本作を第1位のグループ6作品中、筆頭の『帽子収集狂事件』に次いで2番目に評価している。
- 横溝正史は、『帽子狂の殺人』（『帽子収集狂事件』）と『死人を起こす』（" To Wake the Dead "。創元推理文庫版 『死者はよみがえる』、ハヤカワ・ポケット・ミステリ版『死人を起こす』）、および『プレーグ・コートの秘密』（本作のこと）の3作がこれまで読んだカーの作品の中で「ほとんど甲乙なしに面白かった」と評している[1]。

## 補足
- 本作の日本語訳の初出は1950年の『別冊宝石』8月号に掲載された岩田賛訳の『黒死荘殺人事件』である。
- 創元推理文庫から『黒死荘の殺人』（2012年）の訳題で出版されている。

## 他作品との関連
- ケンウッド・ブレークは、本作以後も『一角獣の殺人』『パンチとジュディ』『ユダの窓』などに登場する。

## 他作家の作品との関連
- 本作に着想を得た横溝正史は、四方を泥に囲まれた離れの石室を、積雪に囲まれた和式の離れにアレンジして密室殺人ものの『本陣殺人事件』（1946年）を執筆し、1948年に第1回探偵作家クラブ賞を受賞している。

## 書誌情報
- 『黒死荘殺人事件』 平井 呈一 （訳） 講談社文庫 1977年
- 『プレーグ・コートの殺人』 仁賀 克雄 （訳） ハヤカワ・ミステリ文庫 1977年
- 『黒死荘の殺人』 南條 竹則、高沢 治 （訳） 創元推理文庫 2012年